# بوزوتینیب
بوزوتینیب (انگلیسی: Bosutinib یک دارو و مولکول کوچک BCR-ABL و مهارکننده تیروزین کیناز src است که برای درمان لوسمی میلوژن مزمن (CML) به کار می‌رود.

## سازوکار
این دارو یک مهارکننده تیروزین کیناز Bcr-Abl رقابتی با ATP با یک اثر بازدارنده اضافی روی کینازهای خانواده Src (از جمله Src، Lyn و Hck) است. همچنین فعالیتی در برابر گیرنده‌های فاکتور رشد مشتق از پلاکت و فاکتور رشد اندوتلیال عروقی نشان داده است. بوزوتینیب 16 شکل از 18 شکل مقاوم به ایماتینیب Bcr-Abl را که در رده های سلولی میلوئید موش بیان می‌شود مهار کرد، اما سلول‌های جهش یافته T315I و V299L را مهار نکرد.
بوزوتینیب از راه CYP3A4 متابولیزه می‌شود.